# Плазмолиза
Плазмолиза (от гр. plasma – образувание и гр. lysis – разтваряне) е процес на загуба на вода от клетката, при който нейното съдържание се свива. На външен вид, като че ли цитоплазмата се разрушава, откъдето идва и името на процеса. Плазмолизата може да се демонстрира в лабораторни условия, като клетките се поставят в хипертоничен разтвор (разтвор с по-висока концентрация на соли, отколкото в самата клетка).
Плазмолизата протича в три етапа, в зависимост от силата и продължителността на въздействието:
1. Вдлъбната – по повърхността на клетъчното съдържание се появяват малки вдлъбвания. Причината за това е намаляването на обема на цитоплазмата, в резултат от загубата на вода.
2. Набръчкана – клетъчното съдържание се свива, като остава свързано с клетъчната стена чрез плазмодезмите. Повърхността изглежда набръчкана.
3. Изпъкнала – клетъчното съдържание се отделя напълно от клетъчната стена и придобива овални очертания. В този случай повърхността е изпъкнала.

Първите два етапа са обратими. Третият етап е необратим, тъй като при него се разрушават плазмодезмите и се прекъсва връзката между клетките.